# Éric Minardi
Éric Minardi (ur. 18 marca 1956 w Tulonie) – francuski polityk i restaurator, poseł do Parlamentu Europejskiego IX kadencji.

## Życiorys
Z zawodu restaurator. Działacz Frontu Narodowego, w 2018 przekształconego w Zjednoczenie Narodowe. Został przewodniczącym Te Nati RNP, powiązanego z RN ugrupowania z Polinezji Francuskiej. W 2019 kandydował w wyborach europejskich; mandat eurodeputowanego IX kadencji objął w lipcu 2022.